# Skarvkloster
Skarvkloster är ett skär i Åland (Finland). Det ligger i Skärgårdshavet och i kommunen Kökar i landskapet Åland, i den sydvästra delen av landet. Ön ligger omkring 81 kilometer öster om Mariehamn och omkring 210 kilometer väster om Helsingfors.
Öns area är 0,9 hektar och dess största längd är 180 meter i nord-sydlig riktning. Trakten är glest befolkad. Det finns inga samhällen i närheten.